# Communauté de communes de la Cévenne des Hauts Gardons
La communauté de communes de la Cévenne des Hauts Gardons est une ancienne communauté de communes française, située dans le département de la Lozère et la région Occitanie.

## Historique
Peu après sa création, la communauté de communes enregistre le retrait de Moissac-Vallée-Française le 12 avril 2002, puis l'adhésion à nouveau de cette même commune le 19 septembre 2005.
Le 29 octobre 2008, la commune de Saint-Étienne-Vallée-Française décide de rejoindre la communauté de communes. La commune de Bassurels en fait de même à la même époque.
Le schéma départemental de coopération intercommunale, examiné et amendé le 12 février 2016 par la CDCI, arrêté par le préfet de la Lozère le 29 mars 2016, prévoit la fusion de la communauté de communes de la Cévenne des Hauts Gardons avec les communautés de communes des Cévennes au Mont Lozère et de la Vallée Longue et du Calbertois en Cévennes à partir du 1er janvier 2017.

## Composition
Elle était composée des communes suivantes :
| Nom                                   | Code Insee | Gentilé        | Superficie (km2) | Population (dernière pop. légale) | Densité (hab./km2) |
| ------------------------------------- | ---------- | -------------- | ---------------- | --------------------------------- | ------------------ |
| Sainte-Croix-Vallée-Française (siège) | 48144      | Saint-Crussais | 18,57            | 313 (2014)                        | 17                 |
| Bassurels                             | 48020      | Bassurelois    | 46,34            | 55 (2014)                         | 1,2                |
| Gabriac                               | 48067      | Gabriaciens    | 8,44             | 102 (2014)                        | 12                 |
| Moissac-Vallée-Française              | 48097      | Moissacois     | 27,05            | 226 (2014)                        | 8,4                |
| Molezon                               | 48098      | Molézoniens    | 14,76            | 91 (2014)                         | 6,2                |
| Le Pompidou                           | 48115      | Pompidoliens   | 22,80            | 170 (2014)                        | 7,5                |
| Saint-Étienne-Vallée-Française        | 48148      | Valfranciens   | 50,99            | 518 (2014)                        | 10                 |
| Saint-Martin-de-Lansuscle             | 48171      | Lansusclais    | 18,05            | 191 (2014)                        | 11                 |

## Démographie
| 2007  | 2011  | 2012  | 2013  |
| ----- | ----- | ----- | ----- |
| 1 695 | 1 684 | 1 678 | 1 688 |

## Compétences

### Natura 2000: Vallée du Gardon de Mialet
Depuis avril 2009, la communauté de communes de la Cévenne des Hauts Gardons porte  Natura 2000 pour les 24 communes que compte le site Natura 2000 de la vallée du Gardon de Mialet.
Le document de gestion de ce site a été validé en avril 2011. La collectivité s'est engagée aujourd'hui dans l'animation de ce site Natura 2000 dont Jean-Claude Pigache, élu dans cette communauté de communes, est le président du comité de pilotage.
Le site Natura 2000 de la vallée du Gardon de Mialet compte en 2011 25 habitats naturels (humides, forestiers…) et 18 espèces rares et fragiles. C'est un patrimoine naturel riche que le travail des hommes a permis de conserver au fil du temps dans cette vallée. L'objectif pour ces espèces et ces habitats est de pérenniser leur présence et améliorer leur état de santé (appelé aussi état de conservation) en travaillant avec les hommes et les femmes de ce territoire.
Le territoire de la communauté de communes compose 60 % du site Natura 2000 et c'est donc tout naturellement pourquoi cette collectivité s'est portée volontaire pour assurer la gestion de ce site Natura 2000.
Un site internet propre à ce site naturel en Cévennes est consultable à partir du lien suivant : http://valleedugardondemialet.n2000.fr/

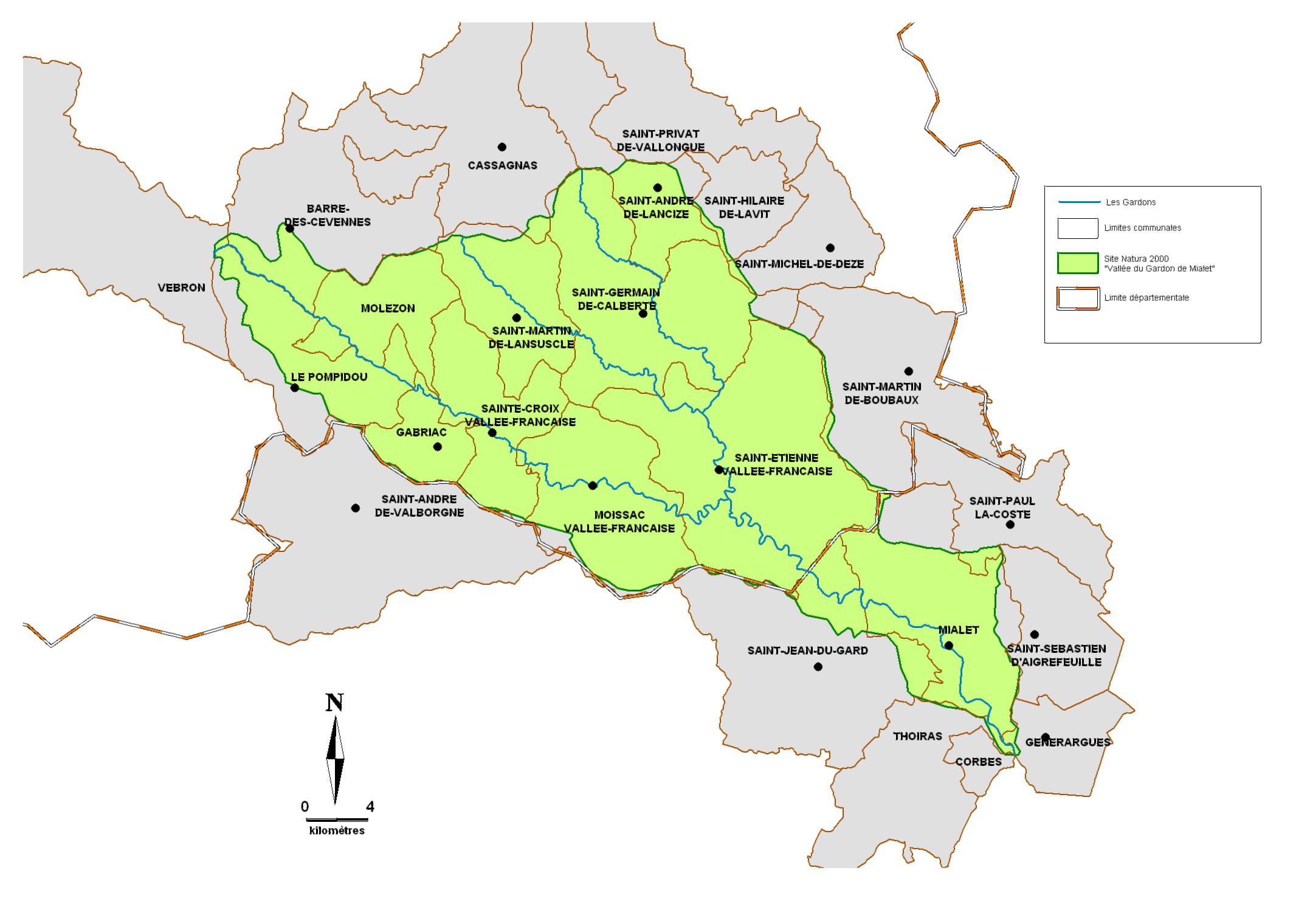
Communes du Site Natura 2000 de la vallée du Gardon de Mialet

### Fiscalité
| Taxe                                                | Taux appliqué (part communale) |
| --------------------------------------------------- | ------------------------------ |
| Taxe d'habitation (TH)                              | 1,27 %                         |
| Taxe foncière sur les propriétés bâties (TFPB)      | 2,68 %                         |
| Taxe foncière sur les propriétés non bâties (TFPNB) | 42,15 %                        |
| Taxe professionnelle (TP)                           | 2,05 %                         |

Si le taux de la taxe foncière sur les propriétés non bâties peut sembler important, il est à mettre en relation avec la très faible valeur locative des terrains non bâtis en Lozère qui en constitue l'assiette. 
La communauté des hauts gardons n'étant pas une communauté d'agglomération, ses communes ont pu garder leur part de taxe professionnelle (dans les communautés d'agglomération, celle-ci leur est entièrement transférée). Ce tableau retrace le taux de la part intercommunale des taxes qui s'ajoute aux parts communales, départementales et régionales.